# Garzúlio II Corcorúnio
Garzúlio II (em latim: Garzulius) ou Garzoil (em armênio/arménio: Գարջոյլ; romaniz.: Garjoyl) foi um nobre armênio (nacarar) do século IV da família Corcorúnio, ativo no reinado de Ársaces II (r. 330–339).

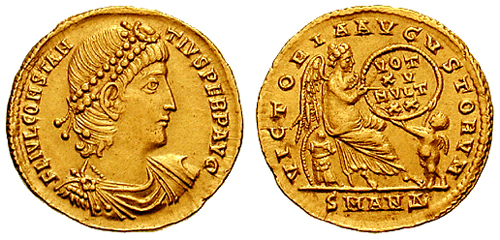
Soldo de r.

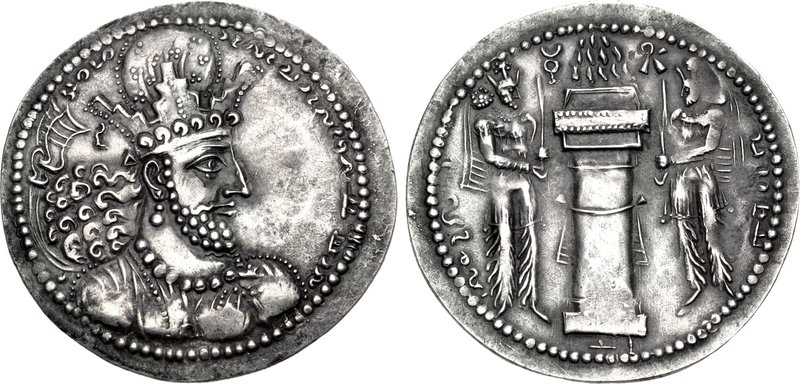
Dracma de r.

## Nome
Garzúlio (em latim: Garzulius) é a forma latinizada do armênio Garzoil (Գարջոյլ, Garjoyl), cuja origem é desconhecida. Nina Garsoïan propôs que o primeiro elemento de seu nome (gar-) esteja associado ao parta gar-, que derivou do avéstico gari-, "montanha".

## Vida
Garzúlio pertencia à família Corcorúnio e era filho de Manaspe, a quem sucedeu como naapetes (chefe do clã) e malcaz (título gentilício hereditário entre os Corcorúnios). É possível que seja o homônimo citado décadas antes, mas também é possível que sejam pessoas distintas, pois parece que os Corcorúnios repetiram os mesmos prenomes de geração em geração. Em 358, acompanhou o católico Narses I, o Grande (r. 353–373) para Constantinopla para buscar Olímpia, a futura esposa Ársaces II (r. 330–339), e negociar privilégios fiscais com o imperador Constâncio II (r. 337–361). Foi um dos emissários enviados pela rainha Zarmanducte e pelo regente Manuel Mamicônio a Ctesifonte, a corte do xainxá Sapor II (r. 309–379), depois da expulsão de Varasdates (r. 374/5–378). Na ocasião, chegou na corte com muitos presentes e promessas de submissão da Armênia, o que alegrou Sapor que lhe concedeu presentes. Garzúlio retornou acompanhado pelo marzobã Surena e 10 mil cavaleiros. Presentes foram concedidos à nobreza. Mais a frente, durante as lutas contra Meruzanes I, Garzúlio foi acidentalmente morto.